# Grand Prix 1935
Grand Prix-säsongen 1935 återupptogs Europamästerskapet för Grand Prix-förare. Europamästare blev Rudolf Caracciola för Mercedes-Benz.

## Slutställning EM
| Placering | Förare                  | Poäng |
| --------- | ----------------------- | ----- |
| 1         | Rudolf Caracciola       | 11    |
| 2         | Luigi Fagioli           | 17    |
| 3         | Hans Stuck              | 21    |
| 4         | Tazio Nuvolari          | 24    |
| 5         | Manfred von Brauchitsch | 25    |
| =         | Bernd Rosemeyer         | 25    |

## Grand Prix i EM
| Grand Prix           | Bana              | Vinnande förare   | Vinnande tillverkare |
| -------------------- | ----------------- | ----------------- | -------------------- |
| Belgiens Grand Prix  | Spa-Francorchamps | Rudolf Caracciola | Mercedes-Benz        |
| Tysklands Grand Prix | Nürburgring       | Tazio Nuvolari    | Alfa Romeo           |
| Schweiz Grand Prix   | Bremgarten        | Rudolf Caracciola | Mercedes-Benz        |
| Italiens Grand Prix  | Monza             | Hans Stuck        | Auto Union           |
| Spaniens Grand Prix  | Lasarte           | Rudolf Caracciola | Mercedes-Benz        |

## Grand Prix utanför mästerskapet
| Grand Prix                  | Bana                 | Vinnande förare            | Vinnande tillverkare |
| --------------------------- | -------------------- | -------------------------- | -------------------- |
| Norges Grand Prix           | Oslo                 | Per Victor Widengren       | Alfa Romeo           |
| Vallentunaloppet            | Vallentunasjön       | Per Victor Widengren       | Alfa Romeo           |
| Paus Grand Prix             | Circuit de Pau-Ville | Tazio Nuvolari             | Alfa Romeo           |
| Monacos Grand Prix          | Monte Carlo          | Luigi Fagioli              | Mercedes-Benz        |
| Targa Florio                | Madonie              | Antonio Brivio             | Alfa Romeo           |
| Tunis Grand Prix            | Karthago             | Achille Varzi              | Auto Union           |
| Tripolis Grand Prix         | Mellaha              | Rudolf Caracciola          | Mercedes-Benz        |
| Finlands Grand Prix         | Djurgårdsloppet      | Karl Ebb                   | Mercedes-Benz        |
| Bergamo Circuit             | Bergamo              | Tazio Nuvolari             | Alfa Romeo           |
| Avusrennen                  | AVUS                 | Luigi Fagioli              | Mercedes-Benz        |
| Picardie Grand Prix         | Péronne              | Robert Benoist             | Bugatti              |
| Orléans Circuit             | Orléans              | Robert Cazaux              | Bugatti              |
| Mannin Moar                 | Douglas              | Brian Lewis                | Bugatti              |
| U.M.F. Grand Prix           | Montlhéry            | Raymond Sommer             | Alfa Romeo           |
| Rio de Janeiro Grand Prix   | Gávea                | Riccardo Carú              | Fiat                 |
| Biella Circuit              | Biella               | Tazio Nuvolari             | Alfa Romeo           |
| Frontières Grand Prix       | Chimay               | Rudolf Steinweg            | Bugatti              |
| Eifelrennen                 | Nürburgring          | Rudolf Caracciola          | Mercedes-Benz        |
| Frankrikes Grand Prix       | Montlhéry            | Rudolf Caracciola          | Mercedes-Benz        |
| Penya Rhin Grand Prix       | Montjuïc Park        | Luigi Fagioli              | Mercedes-Benz        |
| Lorraine Grand Prix         | Nancy                | Louis Chiron               | Alfa Romeo           |
| Turin Circuit               | Valentino Park       | Tazio Nuvolari             | Alfa Romeo           |
| Marnes Grand Prix           | Reims                | René Dreyfus               | Alfa Romeo           |
| Dieppe Grand Prix           | Dieppe               | René Dreyfus               | Alfa Romeo           |
| Varese Circuit              | Varese               | Vittorio Belmondo          | Alfa Romeo           |
| Grand Prix du Comminges     | Saint-Gaudens        | Raymond Sommer             | Alfa Romeo           |
| Coppa Ciano                 | Livorno              | Tazio Nuvolari             | Alfa Romeo           |
| Coppa Acerbo                | Pescara              | Achille Varzi              | Auto Union           |
| Nice Grand Prix             | Nice                 | Tazio Nuvolari             | Alfa Romeo           |
| Modenas Grand Prix          | Modena               | Tazio Nuvolari             | Alfa Romeo           |
| Estlands Grand Prix         | Pirita-Kose          | Karl Ebb                   | Mercedes-Benz        |
| Tjeckoslovakiens Grand Prix | Brno                 | Bernd Rosemeyer            | Auto Union           |
| Coppa Edda Ciano            | Lucca                | Mario Tadini               | Alfa Romeo           |
| Doningtons Grand Prix       | Donington Park       | Richard Shuttleworth       | Alfa Romeo           |
| Coppa della Sila            | Cosenza              | Antonio Brivio             | Alfa Romeo           |
| Mountain Championship       | Brooklands           | Richard Shuttleworth       | Alfa Romeo           |
| Estoril Circuit             | Estoril              | Francisco Ribeiro Ferreira | Bugatti              |